# Беляницыно (Владимирская область)
Беляницыно — село в Юрьев-Польском районе Владимирской области России, входит в состав Красносельского сельского поселения.

## География
Село расположено в 19 км на северо-запад от райцентра города Юрьев-Польский на автодороге 17Н-74 Юрьев-Польский – Гаврилов Посад.

## Этимология
"Село Беляницыно от Москвы на северовосток 180, от Суздаля на запад 40, от Юрьева Польского на северовосток 12 верст. Оно тогда было в суздальской, ныне во владимирской епархии, в уезде юрьевском. Его положение, по окружающим с юга, запада и севера горам - в долине, но судя по рекам должно быть возвышенное. Известная река Клязьма из-под Москвы течет на восток мимо Владимира в Оку; во ста верстах от Клязьмы из-под Переславля течет на восток же Нерль, и пройдя около 100 верст, почти параллельно с Клязьмой, круто поворотила на Суздаль к югу, и впала пониже Владимира в Клязьму. Великая между ими почти квадратная площадь разделяется длинною, с запада на восток протянутою грядою гор, из коих реки текут одни на юг в Клязьму, другие на север в Нерль; на восточной оконечности сих гор село Беляницыно. Гора, прилегающая к нему с югозапада, разделяет воды кляземские и нерльские: с южной стороны её начинается речка Гза, впадающая в Юрьеве в Колокшу, которая повыше Владимира впала в Клязьму, а с северной вытекают ручьи Белец и Галкинской, кои соединясь текут через Беляницыно, и Садовка, соединившаяся с ними пониже Беляницына; и сия речка под Гавриловой впала в Ирмезь, а сия в Нерль. Прелестны сии три ручья: в высоких берегах они бьют бесчисленными ключами из белого песку, а потом текут по камешкам. Вода самая чистая и легкая. Беляницыно называется по Бельцу, а Белец, думаю, по белому песку." 

## История

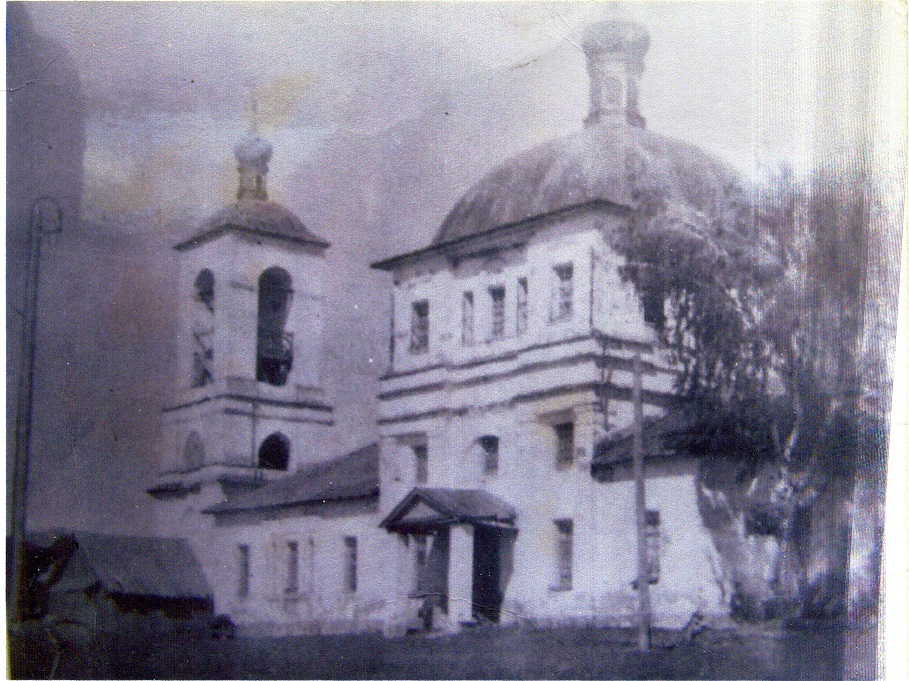
Успенская церковь в селе Беляницыно (разрушена)

В первый раз Беляницыно упоминается в духовных княжеских грамотах, из них видно, что в первой половине XV столетия село было имением княгини Софьи Витовтовны, супруги Великого князя Василия Дмитриевича. Княгиня Софья Витовтовна пожаловала Беляницыно внуку своему князю Юрию Васильевичу, сыну Великого князя Василия Васильевича. Князь же Юрий Васильевич в 1472 году в духовной грамоте завещал Беляницыно брату князю Андрею Васильевичу, с тем, чтобы, после смерти последнего, село было пожертвовано в какой-либо монастырь.  
Церковь в селе весьма древнего происхождения и, несомненно, существовала уже в XV столетии. В 1838 году в селе построена каменная церковь с колокольней на средства Высокопреосвященного Евгения, бывшего Архиепископа Ярославского, уроженца села Беляницына. В церкви было три престола: в холодной — в честь Успения Божьей Матери, в теплых приделах: во имя святого пророка Иоанна Предтечи и в честь Рождества Пресвятой Богородицы. В 1893 году приход состоял из села Беляницына и сельца Галкино. Дворов в приходе 93, мужчин — 262, женщин — 303. С 1883 года в селе существовала земская народная школа. В 1930 году ивановским облисполкомом было утверждено закрытие храма в селе Беляницыно, позднее церковь была полностью разрушена. 
В конце XIX — начале XX века село входило в состав Городищенской волости Юрьевского уезда.
С 1929 года село входило в состав Григоровского сельсовета Юрьев-Польского района, позднее — в составе Городищенского сельсовета, с 2005 года — в составе Красносельского сельского поселения

## Население
| 1859 | 1905 | 2002 | 2010 | 2021 |
| ---- | ---- | ---- | ---- | ---- |
| 396  | ↗511 | ↘296 | ↘277 | ↘175 |

## Известные уроженцы
Архиепископ Евгений (Казанцев Андрей Ефимович) - архиепископ Ярославский и Ростовский .
Священномученик Иаков (Архипов Яков Иванович) - священник.
Патрикеев Анатолий Михайлович - советский летчик 621-го штурмового авиационного полка, 21 июля 1943 повторил подвиг Гастелло.
Шибанков Василий Иванович - советский офицер, полковник, участник Великой Отечественной войны, Герой Советского Союза (1943).